# Fort Erie (Ontario)
Fort Erie to miejscowość (ang. town) w Kanadzie, w prowincji Ontario, w regionie Niagara.
Powierzchnia Fort Erie to 167,42 km².
Według danych spisu powszechnego z roku 2001 Fort Erie liczy 28 143 mieszkańców (168,10 os./km²).